# Polymax Maxxi

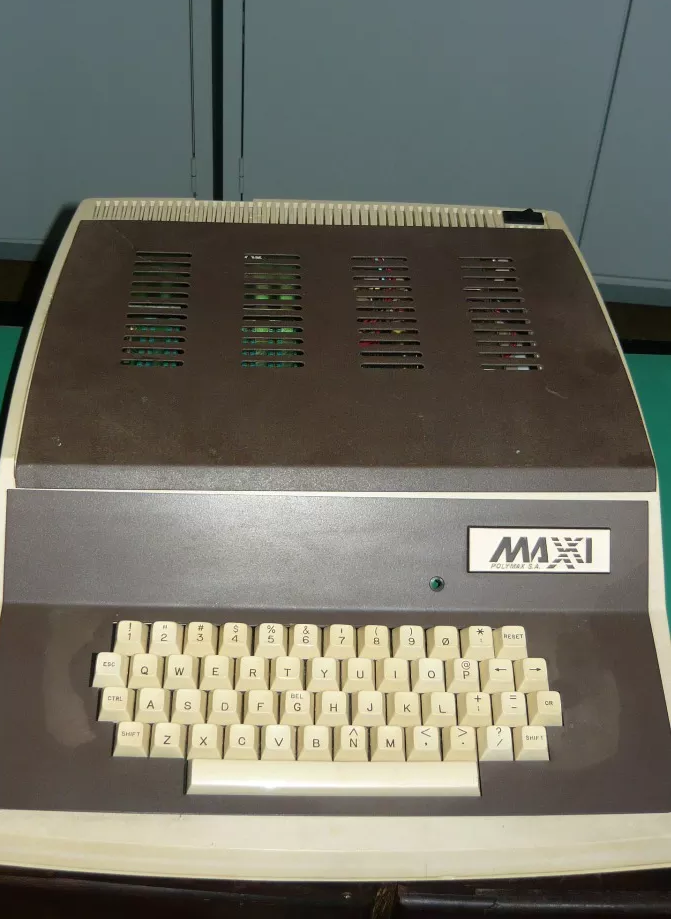

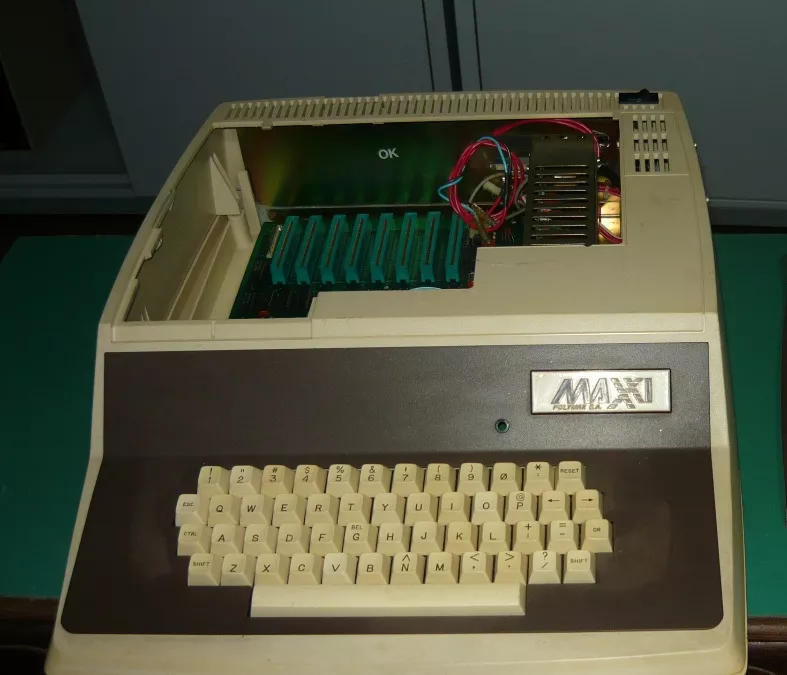
Maxxi da Polymax Aberto

O Maxxi foi um dos primeiros clones brasileiros do Apple II, produzido pela empresa gaúcha Polymax Sistemas e Periféricos Ltda. a partir de 1982. Possuía um design ligeiramente diferente dos demais Apple-compatíveis, com um gabinete mais alto que, supostamente, facilitava a ventilação interna.

## Características
- Teclado: mecânico, 51 teclas, sem teclado numérico reduzido
- Display:
  - 24 X 40 texto
  - 24 X 80 texto (com placa de 80 colunas)
  - 40 X 48 com 16 cores
  - 280 X 192 com seis cores
- Expansão:
  - 8 slots internos
- Portas:
  - 1 saída para monitor de vídeo
- Armazenamento:
  - Gravador de cassetes a 1200 bauds, sem controle remoto do motor
  - Drive de disquete externo de 5 1/4" (face simples, 143 Kb)